# Myriopholis filiformis
Myriopholis filiformis là một loài rắn trong họ Leptotyphlopidae. Loài này được Boulenger mô tả khoa học đầu tiên năm 1899.